# 弗朗齐歇克·斯特拉卡
弗朗齐歇克·斯特拉卡（捷克語：František Straka，1958年5月28日—），捷克男子足球运动员，司职后卫。他曾代表捷克斯洛伐克国家队参加1990年国际足联世界杯，结果队伍止步八强。